# Svjatoslav II

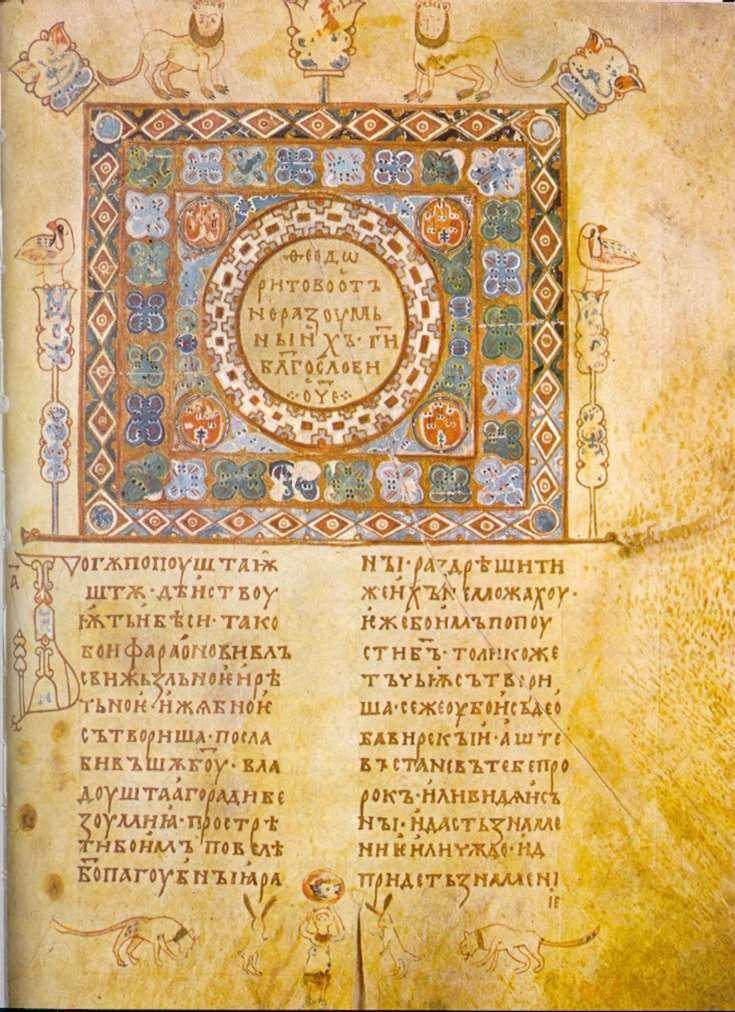
Pagina van Izbornik Svjatoslava

Svjatoslav II Jaroslavitsj (Russisch: Святослав Ярославич) (1027 - 1076, Kiev) was van 1054 tot 1073 vorst van Tsjernigov en van 1073 tot aan zijn dood grootvorst van Kiev. Als zoon van Jaroslav de Wijze was hij een grondlegger van een geslacht van vorsten van Tsjernigov.
Na de dood van zijn vader in 1054 sloot Svjatoslav zich aan bij zijn broers Vsevolod en Izjaslav voor de vorming van een soort triumviraat dat het Kievse Rijk leidde tot 1072. In 1067 versloegen ze Vseslav van Polotsk bij de Nemiga, en namen hem gevangen. Een jaar later werden de broers echter verslagen door de Koemanen bij de Alta. Na een tijdje keerde Svjatoslav terug met een kleiner leger om de Koemanen te verslaan bij Snov, waardoor zijn aanzien bij de bevolking aanzienlijk steeg.
Svjatoslavs eerste vrouw heette Kilikia, mogelijk een Kaukasische prinses. De zonen die uit dit huwelijk voortkwamen waren Oleg, Gleb, Roman en David. In 1072 trouwde Svjatoslav met Oda, de dochter van een zekere graaf Lippold, en de zus van Burkhard, de provoost van Trier. Oda was bovendien verwant aan paus Leo IX en keizer Hendrik III.
In 1073 kwam er een einde aan het triumviraat toen Svjatoslav, met de steun van zijn jongere broer Vsevolod, zijn broer Izjaslav de macht ontnam, en zelf diens plaats innam. Drie jaar later droeg hij enkele scribes op de zogenaamde Izbornik Svjatoslava op te stellen. Dit is een van de oudste Oud-Oost-Slavische teksten, en is een verzameling artikels over grammatica, logica, poëzie, parabels, raadsels en kerkelijk teksten. Het boek bevat een miniatuur van Svjatoslav zelf, met zijn tweede vrouw Oda en hun zonen.
Svjatoslavs zoon Oleg legde de basis van een geslacht, dat in mannelijke lijn leidde tot het geslacht Gortsjakov. Jaroslav, die uit het huwelijk met Oda voortkwam, stichtte de dynastie van Rjazan.